# Joe Fitzgerald
Joseph Francis Fitzgerald, detto Joe (Brighton, 10 ottobre 1904 – Needham, 20 marzo 1987), è stato un hockeista su ghiaccio statunitense.

## Palmarès

### Olimpiadi invernali
- Argento a Lake Placid 1932 nell'hockey su ghiaccio.